# 테이트쌀쥐
테이트쌀쥐(Hylaeamys tatei)는 비단털쥐과 큰머리쌀쥐속에 속하는 설치류의 일종이다. 에콰도르 중부의 안데스산맥 동부 구릉지대에서만 알려져 있으며, 해발 1130~1520m에서 서식한다. 테이트쌀쥐와 가장 가까운 종은 아마존 우림 전역에서 발견되는 융가스쌀쥐이다. 테이트쌀쥐는 열대 우림에서 서식하며, 육상성 동물이고 야행성 생활을 하는 것으로 추정하고 있다. 학명과 일반명은 미국 동물학자 테이트(George Henry Hamilton Tate)의 이름에서 유래했다.